# Pol Neveux
Pour les articles homonymes, voir Neveux.

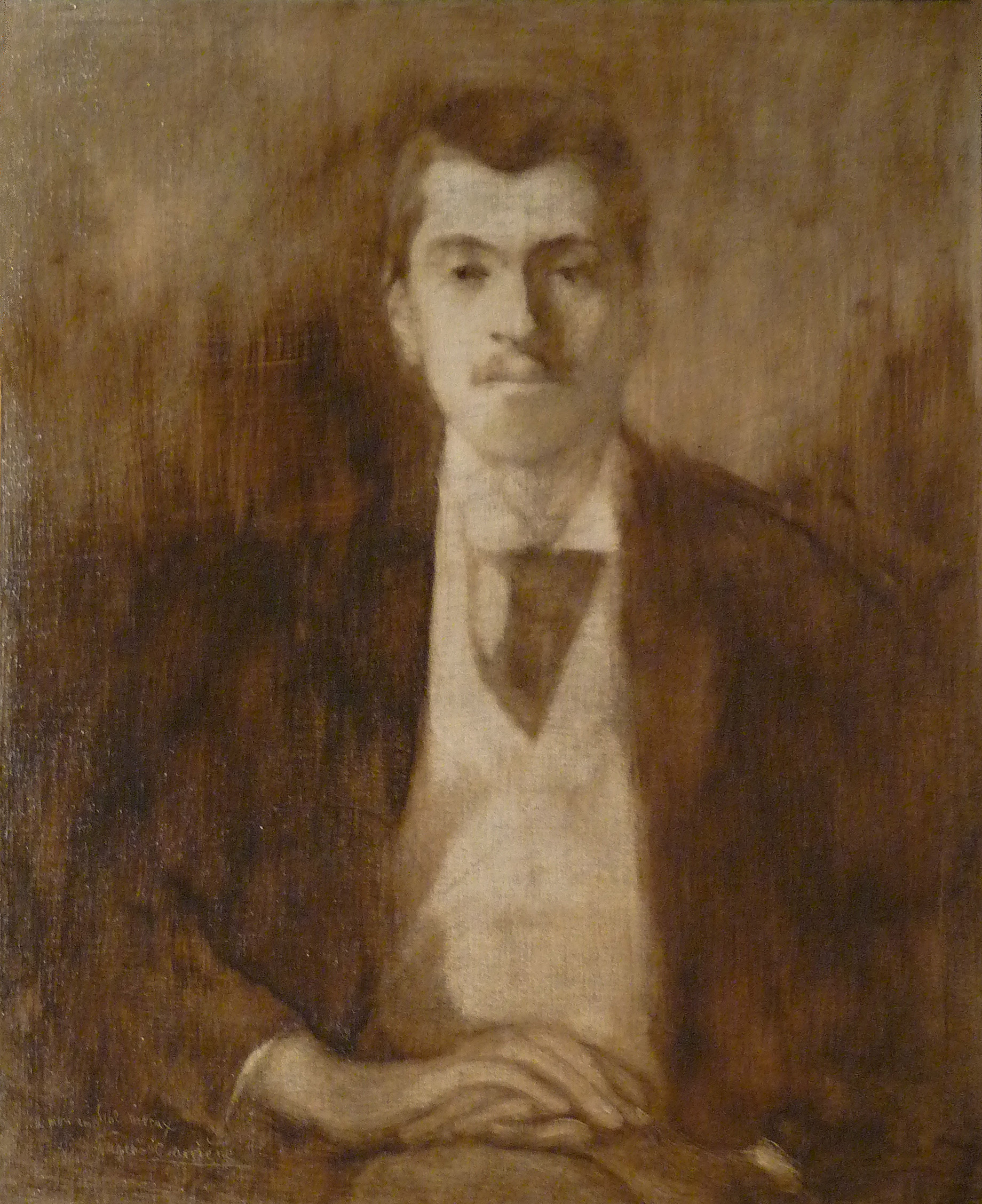
Portrait de Pol Neveux par Eugène Carrière.

Pol Neveux, né le 25 août 1865 à Reims (Marne) et mort le 26 mars 1939 à Garches (à l'époque en Seine-et-Oise, aujourd'hui dans les Hauts-de-Seine), est un écrivain et un bibliothécaire français. Il fut inspecteur général des bibliothèques de France et  membre de l’Académie Goncourt.

## Biographie

### Enfance et formation
Pol Louis Neveux est né à Reims, 1, rue de la Clef, le 25 août 1865. Fils du notaire et conseiller municipal Jules Neveux, il épouse à Paris en 1904, Céline Mathilde Antoinette Pellet, fille de Marcellin Pellet, morte le 3 mars 1977 à 94 ans.

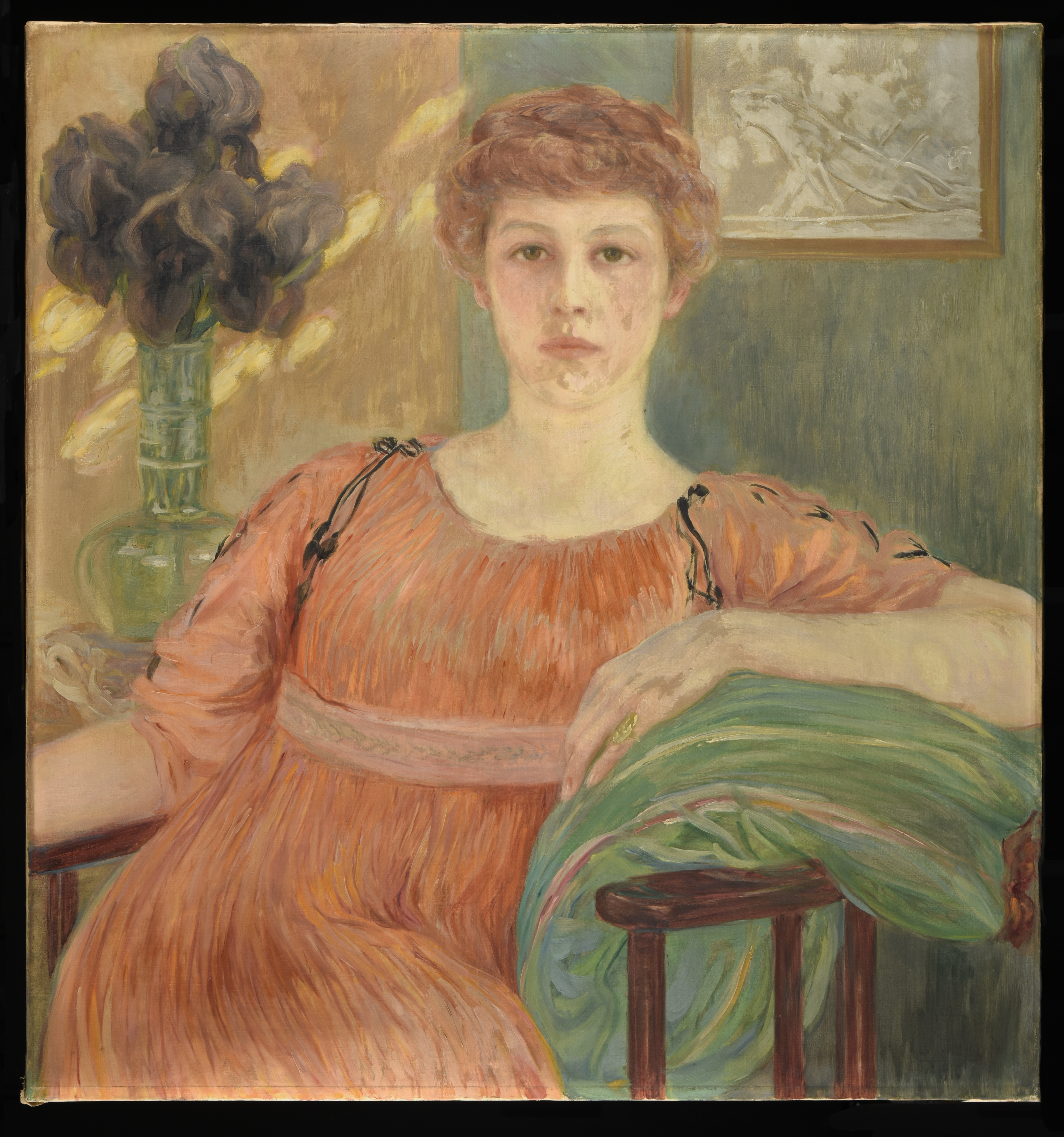
Clémentine-Hélène Dufau, Madame Pol Neveu, 1910, Musée des Beaux-Arts de Reims

### Bibliothécaire
Après ses études, il entame en 1887 une brève carrière d'avocat, mais dès 1888 devient sous-bibliothécaire à la Bibliothèque Mazarine puis à la bibliothèque de l'École des Beaux-Arts. Il entre à plusieurs reprises au cabinet du ministre de l'Instruction publique, il est notamment sous-chef de cabinet entre 1893 et le début des années 1900. En 1902 il est nommé inspecteur général des Bibliothèques, il le restera jusqu'en 1935.

### Homme de lettres
Rédacteur de nombreux articles et romancier, il est l’auteur de Golo, roman de campagne, dont l'édition originale parait en 1898 chez Calmann-Lévy. Le roman est réédité par Bernard Grasset en 1925, et Arthème Fayard dans la collection « Le Livre de demain » en 1934 ; pour cet ouvrage l'Académie française lui attribue en 1898 le prix Montyon. Léon Daudet estime que dans ce roman, Pol Neveux « a fait [...] une remarquable peinture du paysage champenois, un véritable tableau de maître. ».
L'Académie française lui décerne également le prix Vitet en 1918.
Son ouvrage autobiographique La Douce Enfance de Thierry Seneuse, sur son enfance à Reims, parait en 1916 chez Arthème Fayard et est réédité par Lardanchet de Lyon en 1925 et Michaud de Reims en 1930.
Il est promu commandeur de la Légion d'honneur en 1922 et décoré au Palais de l'Élysée le 31 janvier des mains du président Alexandre Millerand (il avait été nommé chevalier en 1900 et promu officier en 1906). Élu à l'Académie Goncourt en 1924 au deuxième couvert, il y siége jusqu'à sa mort.
Il réside de 1917 à 1939 au 88, boulevard de La Tour-Maubourg, où une plaque commémorative a été apposée. Mme Pol Neveux légua du mobilier XVIIIe siècle au musée des beaux-arts de Reims et à la bibliothèque municipale une impressionnante collection de catalogues de ventes publiques.
Pol Neveux repose au cimetière de Garches.

## Publications
- Pol Neveux et Émile Dacier (publié par), Les richesses des bibliothèques provinciales de France, t. 1 Abbeville-Luxeuil, Paris, Éditions des Bibliothèques Nationales de France, 1932, 216 p. (lire en ligne), LVI planches, t. 2 Lyon-Yvetot, 1932, 233 p. (lire en ligne, LI planches.